# Trachelophyllum clavatum
Trachelophyllum clavatum is een trilhaardiertje uit de familie Trachelophyllidae. De wetenschappelijke naam van de soort is voor het eerst geldig gepubliceerd in 1886 door Stokes.